# Illír tartományok
Az Illír tartományok (franciául: Provinces illyriennes, németül: Illyrische Provinzen, olaszul: Province illiriche, szlovénül: Ilirske province) az Első Francia Császárság 1809–1813 között fennállt közigazgatási egysége volt, nagyjából a mai Szlovénia és Dalmácia területén. A tartományt 1809-ben olyan francia fennhatóság alatt álló területekből vonták egybe, melyeket Franciaország korábban (1805–1809 között) foglalt el és kebelezett be (vagy napóleoni csatlós államaihoz csatolva tartott). Az „Illír tartományok” területét 1813-ban, Napóleon oroszországi veresége után a Habsburg Birodalom katonai erővel visszafoglalta, 1815-ben a bécsi kongresszus Ausztriának ítélte.

## Fekvése
Az Illír tartományokat területe az Adriai-tenger keleti partját és a Keleti-Alpok előterét foglalta magában, nevezetesen az egykori Raguzai Köztársaságot, Dalmáciát, a mai Horvátországnak a Száva folyótól délre fekvő területeit, az Isztriai-félszigetet, Triesztet, Fiumét, a Görzi Grófságot (Goriziát), Krajnát (a mai Szlovéniát) és Karintia nyugati felét.
- Francia Császárság, 1812. Illír tart.: kék
- Az Illír tartományok térképe (1813)

## Történelme
A terület a kora középkor óta a Velencei Köztársaság birtoka volt. 1797-ben, az első koalíciós háborúban Napoléon Bonaparte tábornok felszámolta a Velencei Köztársaságot. Szárazföldi birtokait a Campo Formió-i békeszerződésben a Francia Köztársaság és a Habsburg Birodalom felosztotta egymás között. Velence városa, Isztria, Dalmácia – 1797-től Dalmát Királyság – és a Cattarói-öböl térsége Ausztriáé lett.
A harmadik koalíciós háborút 1805-ben lezáró pozsonyi békeszerződés értelmében Ausztria (1806-ban) átengedte a Francia Császárságnak Dalmáciát, Isztriát és a Cattarói-öblöt. A Dalmácia megszállását végző francia csapatok dél felé haladtak. Közben a Montenegrói Hercegség csapatai, orosz cári csapatok támogatásával elfoglalták a Cattarói-öblöt (a pozsonyi szerződés előírásaival ellentétesen). Dalmáciát és Isztriát Napóleon a csatlós Itáliai Királysághoz csatolta.
A negyedik koalíciós háborúban (1806–1807) a Brit Királyi Haditengerészet blokád alá vonta a Napóleon által megszállt adriai partvidéket, és hosszú ostrom alá vette Raguzát. A háborút lezáró 1807-es tilsiti békeszerződés után a franciák felmentették és megszállták az állam területét. 1808. január 31-én Napóleon nevében Marmont tábornagy a megszüntette a Raguzai Köztársaságot, területét bekebelezte a Francia Császárságba, ő maga megkapta a Raguza hercege címet. A császár még abban az évben az Itáliai Királysághoz csatolta. A szerződés a Cattarói-öblöt is Franciaországnak adta, a cár kivonta az orosz és montenegrói csapatokat. A britek megszállták (a szintén a franciáknak ítélt) Lissa (Vis) szigetét, melyet flottatámaszpontnak használtak.
1809-ben, a wagrami francia győzelem után, az ötödik koalíciós háborút lezáró schönbrunni békeszerződésben Franciaország megszerezte a Habsburg Birodalomtól (Ausztriától) Triesztet, Isztriát, Karintiát és Krajnát, a magyar korona tartományai közül Fiumét és a Horvát Királyság egy részét (a Szávától délre). Napóleon még a szerződés aláírásának napján, 1809. október 14-én császári dekrétumot adott ki, melyben elrendelte az Illír tartományok megszervezését, hogy a bekebelezett Habsburg tartományok közigazgatásának átadása rendezett keretek között folyjon. (Az érintett Habsburg tartományok elrendezése, hovatartozása és elnevezése újkori történelmük során korábban (és később is) többször megváltozott. 1767–1777 között a Horvát Királyság, a Dalmát Királyság és az 1699-ben a karlócai békeszerződés után létrehozott Szlavóniai Királyság területei a magyar korona társországában, a Horvát–Szlavón–Dalmát Hármas Királyságban voltak egyesítve, ahol a velencei Dalmácia neve csak igényfenntartást jelentett. 1804-ben e tartományt az Osztrák Császársághoz vonták, 1867-től az Osztrák–Magyar Monarchián belül ismét felosztották a Magyar Királyság és az Osztrák Császárság között.) Az 1809-ben felállított francia Illír tartományok székhelye Laibach lett, élére császári főkormányzót (gouverneur général) neveztek ki, elsőként Marmont tábornagyot.
1811-ben egy itáliai–francia flotta megkísérelte visszafoglalni a britektől Lissa (Vis) szigetét, de az 1811. március 13-i tengeri csatában vereséget szenvedett.
Napóleon oroszországi kudarcának nyilvánvalóvá válása után, 1813 augusztusában Ausztria hadat üzent a meggyengült Franciaországnak, kitört a hatodik koalíciós háború. Az osztrák császári csapatok, Franz von Tomassich vezérőrnagy (1761–1831) parancsnoksága alatt azonnal bevonultak az Illír tartományokba, északi felől. A kis létszámú francia helyőrségek nem tanúsítottak ellenállást, az osztrákok már szeptember 20-án bevonultak Raguzába (Dubrovnikba). A jól megerősített Zára város francia helyőrsége egy ideig kitartott, az erőd csak 1813. december 6-án adta meg magát. Közben a montenegróiak ismét elfoglalták Cattarót (Kotort), ezt az osztrákok csak 1814 júniusában tudták visszafoglalni.
1815. június 9-én a bécsi kongresszus határozata visszaadta az Osztrák Császárságnak az összes tartományt és területet, amelyet Ausztria az 1797-es Campo Formió-i békeszerződésben megkapott Bonapartétól, köztük az Illír tartományok teljes területét is. 1816. augusztus 3-án Ferenc császár uralkodói dekrétummal létrehozta az Osztrák Császársághoz tartozó Illír Királyságot, mely magában foglalta a volt Illír tartományok területének legnagyobb részét.

## Közigazgatása

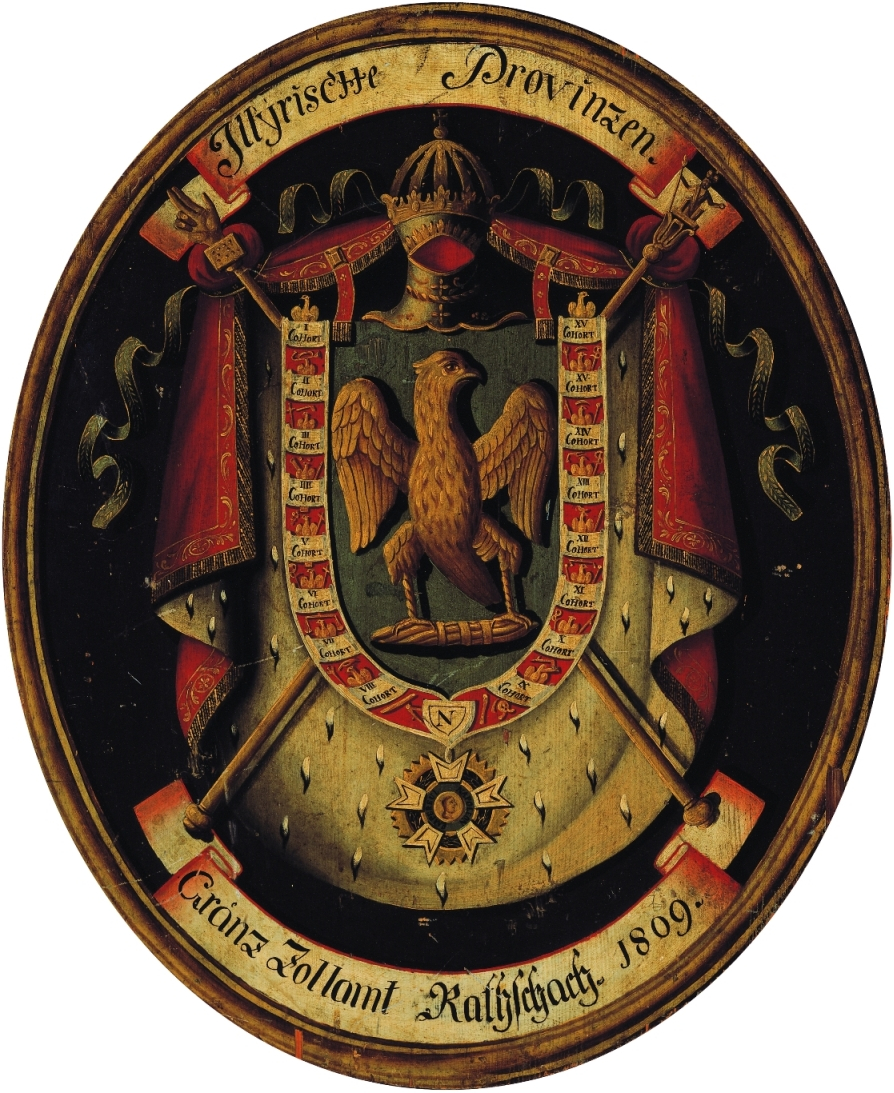
Német nyelvű jelzőtábla az alsó-krajnai Ratschach (Radeče) határvám-állomáson, Napóleon címerével

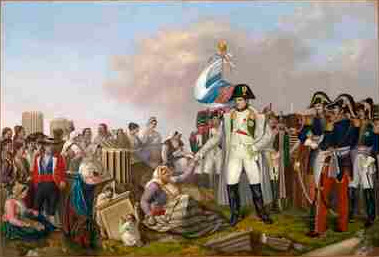
„Feltámasztott Illíria” (Janez Krstnik Scherer szlovén festő Napóleont dicsőítő műve, 1858

Az Illír tartományi közigazgatás élén a francia főkormányzó (gouverneur général) állt, akinek székhelye Laybachban (Laibach, Ljubljana) volt.
A főkormányzók sora
- Auguste de Marmont marsall, Raguza hercege (1809. október 8. – 1811. január)
- Henri Gatien Bertrand főmarsall (grand maréchal, 1811. április 9. – 1813. február 12.)
- Jean-Andoche Junot tábornok, Abrantes hercege (1813. február 21. – 1813. július)
- Joseph Fouché, Otrantó hercege (1813. július - 1813. augusztus)

A Francia Császárság többi megyéjéhez hasonlóan itt is bevezették a Code civil-t, a napóleoni polgári törvénykönyvet, és egyenjogúsították a zsidókat. 1811-től a törvényeket és rendeleteket francia és német nyelv mellett „szlavón nyelven” – azaz szlovén és horvát nyelven is közre kellett adni. Állami tanterv alapján működő, szlovén nyelvű iskolarendszert állítottak fel. Ezek az intézkedések elősegítették az írott szlovén nyelv fejlődését, a szlovén nemzeti megújulást és az illirista mozgalmak megszületését.
A tartományt a francia anyaország mintára département-okra osztották fel. A francia uralom rövidsége miatt ezt azonban nem tudták végigvinni. Ehelyett először 11 ún. „intendantúrát” (katonai igazgatási körzetet) szerveztek, ezek számát az 1811. április 15-i átszervezéskor 7-re csökkentették, az intendatúrákat további alkörzetekre (subdélégations) osztottak fel. Az intendantúrák határai nagyjából a régi osztrák közigazgatási határokkal egyeztek meg.
Közigazgatási beosztás 1809–1811 között
| Intendantúra neve                                 | Székhelye                         |
| ------------------------------------------------- | --------------------------------- |
| Adelsberg (Postojna)                              | Adelsberg (Postojna)              |
| Bouches-du-Cattaro (Kotori-öböl, „Kotor-trkolat”) | Cattaro (Kotor)                   |
| Croatie (Horvátország)                            | Károlyváros (Karlstadt, Karlovac) |
| Dalmatie (Dalmácia)                               | Zára (Zadar)                      |
| Fiume                                             | Fiume                             |
| Gorice (Görz)                                     | Görz (Gorizia)                    |
| Laybach (Laibach, Ljubljana)                      | Laybach (Laibach, Ljubljana)      |
| Neustadt (Rudolfswerth, Novo mesto)               | Neustadt (Novo mesto)             |
| Raguse (Ragusa)                                   | Raguza (Dubrovnik)                |
| Trieste                                           | Trieszt (Trieste)                 |
| Willach (Villach, Felső-Karintia, Kelet-Tirol)    | Willach (Villach)                 |

1811. április 15-i átszervezés (7 intendantúra, alkörzetekkel)
| Intendantúra neve                                           | Székhelye                         | Alkörzetei (subdélégations)                                                       | Előde(i)                                                       |
| ----------------------------------------------------------- | --------------------------------- | --------------------------------------------------------------------------------- | -------------------------------------------------------------- |
| Carinthie Kärnten (Karintia)                                | Willach (Villach)                 | Willach (Villach) Lienz                                                           | Willach körzet (Villach, Felső-Karintia, Kelet-Tirol)          |
| Carniole Krain (Krajna)                                     | Laybach (Laibach, Ljubljana)      | Adelsberg (Postojna) Laybach (Ljubljana) Kraimbourg (Kranj) Neustadt (Novo mesto) | Adelsberg, Laybach, Neustadt körzetek                          |
| Croatie civile Zivil-Kroatien („Polgári Horvátország”)      | Károlyváros (Karlstadt, Karlovac) | Károlyváros (Karlstadt) Fiume (Rijeka), Lussinpiccolo (Mali Lošinj)               | Fiume + Croatie körzetek                                       |
| Croatie militaire Militär-Kroatien („Katonai Horvátország”) | Zengg (Segna, Senj)               |                                                                                   | Katonai határőrvidék Száván-túli Horvátország                  |
| Istrie Istrien (Isztria)                                    | Trieszt (Trieste)                 | Trieszt (Trieste) Görz (Görz) Capodistria (Koper), Rovigno (Rovinj)               | Trieste (Trieszt) és Gorice (Görz)                             |
| Dalmatie Dalmatien (Dalmácia)                               | Zára (Zadar)                      | Zára (Zadar) Spalato (Split) Lesina (Hvar) Sebenico (Šibenik) Macarsca (Makarska) | Dalmatie (Dalmácia) körzet                                     |
| Raguse Ragusa (Raguza)                                      | Raguza (Ragusa, Dubrovnik)        | Raguza (Ragusa, Dubrovnik) Cattaro (Kotor) Curzola (Korčula)                      | Bouches-du-Cattaro (Cattarói-öböl) és Raguse (Raguza) körzetek |